# Петров, Павел Иванович (полковник)
Павел Иванович Петров (1869—?) — русский военачальник, полковник.

## Биография
Родился 23 июля 1869 года в православной семье.
Образование получил в Елисаветградской военной прогимназии.
В военную службу вступил 1 сентября 1886 года.
Окончил Одесское пехотное юнкерское училище (по 2-му разряду). Произведен подпоручиком (ст. 06.02.1890) в 138-й пехотный Болховский полк. Поручик (ст. 06.02.1894). Штабс-капитан (ст. 06.05.1900). Капитан (ст. 06.02.1902).
Участник русско-японской войны 1904—1905 годов. В боях был ранен и контужен.
С 1 января 1909 года по 1 ноября 1913 года находился в том же чине в 9-м пехотном Ингерманландском полку. Командовал ротой.
Участник Первой мировой войны. Подполковник. Командовал батальоном. Полковник (пр. 1916). На 1 августа 1916 года находился в том же чине и полку (до 30.08.1916). Командир 12-го пехотного Великолуцкого полка (30.08.1916-1917).
Судьба Петрова П. П. после Октябрьской революции неизвестна. Также неизвестны дата и место смерти.

## Награды
- Награждён орденом Св. Георгия 4-й степени (25 ноября 1916).
- Также награждён орденами Св. Анны 4-й степени (1905); Св. Станислава 3-й степени с мечами и бантом (1905); Св. Анны 3-й степени (1911).